# MJ Delaney
MJ Delaney (auch bekannt als M.J. Delaney; * in London als Morgan-Jane Delaney) ist eine britische Regisseurin. Für ihre Regieleistung bei der Comedy-Serie Ted Lasso wurde sie mit einem Emmy ausgezeichnet.

## Leben
Delaney wurde in London geboren. Ihre Mutter stammt aus Cardiff, Wales. Delaney hat vier ältere Brüder, darunter der Journalist Sam Delaney.
Delaney studierte an der Oxford-Universität und machte dort 2007 ihren Abschluss in Anglistik. Nach Abschluss ihres Studiums entschloss sie sich zunächst für eine Karriere als Journalistin, u. a. beim Männermagazin Shortlist. Ihre Arbeit als Modejournalistin führte sie daraufhin zu freiberuflichen Jobs als Kostümbildassistentin bei Video- und Werbedrehs im Bereich der Modeindustrie. Inspiriert von den Dreharbeiten hinter den Kulissen entschloss sich Delaney sich der Regiearbeit zuzuwenden und drehte zunächst Musikvideos auf eigene Kosten in ihrer Freizeit, von ihr selbst als „an expensive hobby“ („ein teures Hobby“) beschrieben.
Delaney hat zwei Kinder, Shirley und Ray (* April 2023), mit Bashan Aquart. Arquart ist Executive Creative Director bei AKA NYC, einer Entertainment-Agentur in New York City.

## Karriere
Zum ersten Mal konnte Delaney eine ihrer Regiearbeiten (mit dem Titel Deaf, Dumb & Blind) einem öffentlichen Publikum im Rahmen der Kunstausstellung Black America im Londons East End präsentieren. Anschließend folgten Reportagen für das Magazin Dazed & Confused zu Events der Modeindustrie, u. a. ein Backstage-Bericht zur Vivienne Westwood Red Label Show im Smithfield Market.
2010 erregte ihre Regie-Arbeit „Newport State of Mind“ virale Aufmerksamkeit. Ihr Video, das den Text und das Video des Musik-Hits Empire State of Mind von Jay-Z und Alicia Keys parodiert, wurde auf YouTube von fast 2,5 Millionen Menschen gesehen, bevor es aufgrund von Urheberrechtsverletzung von der Plattform entfernt wurde. Eine weiterhin zugängliche Version ist 2011 im Rahmen des Red Nose Day entstanden. 2011 zeichnete sie sich für eine Kurzdokumentation für Plan International verantwortlich. 2011 drehte Delaney außerdem den Kurzfilm „Ben and Lump“ (mit Veröffentlichung im Jahr 2012) für das Programm Coming Up, das von 2003 bis 2013 Produktionen junger Filmschaffender bei Channel 4 präsentierte. Im selben Jahr wurde auch Delaneys erste Regiearbeit bei einer Werbekampagne veröffentlicht. Die Kampagne „Like Brands“ für Aldi wurde 2011 mit dem British Arrows Craft Award und 2012 mit dem Creative Circle Award ausgezeichnet.
2013 folgte Delaneys Spielfilm-Regidebüt Powder Room, das im November und Dezember 2012 gedreht wurde.
2016 und 2017 drehte Delaney Musikvideos für die Kampagnen #WhatIReallyReallyWant und #FreedomForGirls der Initiative The Global Goals.
Delaney war Teil des Regie-Teams des Kurzfilms Morgana Robinson's Summer, der 2018 mit dem BAFTA für Best Short Form Program ausgezeichnet wurde.
Ihre größten Karriereerfolge feierte Delaney mit der Regie bei mehreren Episoden der Comedy-Serie Ted Lasso, die ab 2020 ausgestrahlt wurde. Sie erhielt jeweils für ihre Leistung in der ersten und zweiten Staffel der Apple TV+-Serie eine Emmy-Nominierung in der Kategorie Beste Regie bei einer Comedy-Serie. 2022 gewann sie den Preis.

## Filmografie
- 2012: Ben and Lump (Kurzfilm)
- 2013: Powder Room (Spielfilm)
- 2017: Summer Comedy Shorts (Kurzfilm: „Morgana Robinson's Summer“)
- 2021: Frank of Ireland (TV-Serie)
- Seit 2020: Ted Lasso (TV-Serie)
- 2022: Gutsy (Kurzdokumentation)
- 2024: Renegade Nell (Miniserie)

## Auszeichnungen (Auswahl)
Primetime Emmy Awards
- 2021: Nominierung für Beste Regie bei einer Comedy-Serie für Ted Lasso
- 2022: Auszeichnung für Beste Regie bei einer Comedy-Serie für Ted Lasso

Directors Guild of America
- 2021: Nominierung für Beste Regieleistung bei einer Comedy-Serie für Ted Lasso
- 2022: Nominierung für Beste Regieleistung bei einer Comedy-Serie für Ted Lasso